# Juliánský rok
Juliánský rok (symbol: a) je jednotka času užívaná v astronomii. Je dlouhá přesně 365,25 dne, přičemž den je dlouhý 86 400 s, dohromady tedy 31 557 600 s. Je pojmenována podle kalendáře, který má průměrnou délku roku právě takto dlouhou. Juliánský rok ale není nijak spojen s žádným rokem tohoto ani jiného kalendáře.
Užívá se zejména pro efemeridy, údaje o zdánlivé poloze těles na obloze v určitém čase, nebo pro definici světelného roku.